# Louiseville
Louiseville est une ville canadienne au Québec, chef-lieu de la MRC de Maskinongé, dans la région de la Mauricie. 
Elle porte le titre d'« Hôtesse de la Mauricie » grâce à la réputation d'hospitalité de ses résidents. Entourée de plusieurs terres propices à la culture du sarrasin, elle met ce produit en valeur par son Festival de la galette.

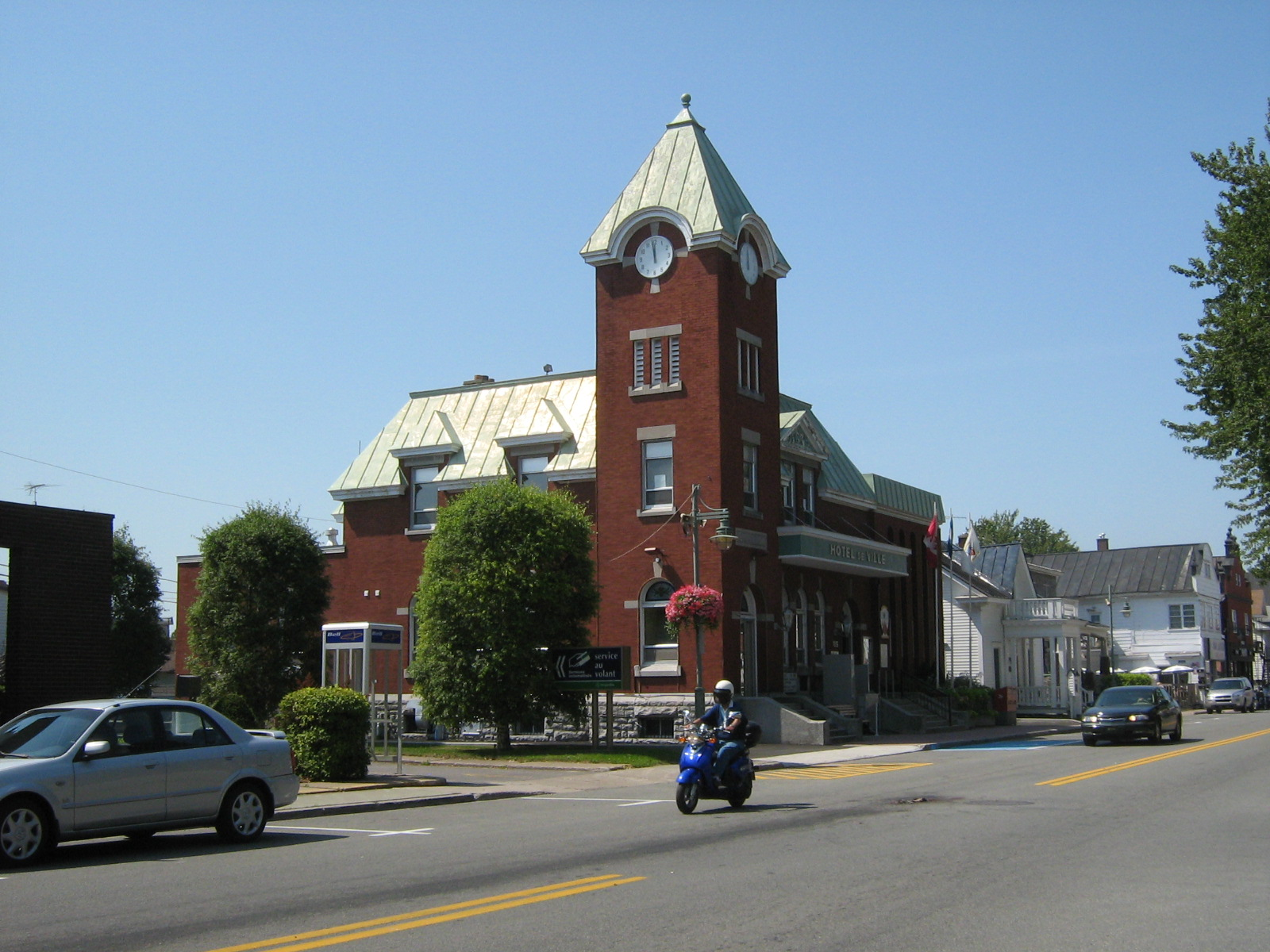
Hôtel de ville de Louiseville en 2007.

Avec son intérieure entièrement de marbre, l'église de Louiseville est reconnue comme étant l'une des plus belles du Québec. Les fresques que l'on peut y observer ont été réalisées par le Père Antonio Cianci et sa nièce Madame Olga Storaci Caron.

## Toponymie
Le nom de Louiseville a été donné en l'honneur de Louise, fille de la reine Victoria du Royaume-Uni et épouse du marquis de Lorne, gouverneur général du Canada entre 1878 et 1883. Le village de Rivière-du-Loup, qui a été constitué en 1878, a changé son nom l'année suivante pour commémorer une visite du couple vice-royal en Mauricie prévue pour 1880. Bien que cette visite n'eût finalement pas lieu, la municipalité conserva ce nom pour la distinguer de Rivière-du-Loup, une ville située au Bas-Saint-Laurent. Avant le changement de nom, le village était aussi connu sous le nom de Rivière-du-Loup-en-Haut pour le distinguer de son village homonyme.
Quant à « Rivière-du-Loup », le nom pourrait provenir de la présence de phoques (loups marins) à l'embouchure de la rivière ou bien dans le but de commémorer la tribu amérindienne des Loups.
Quant à la municipalité de paroisse, elle était connue sous le nom de « Saint-Antoine-de-la-Rivière-du-Loup », la première partie voulant commémorer Antoine de Padoue (1195 - 1231), le patron de la ville.

## Histoire
1665 : Création de la seigneurie Rivière-du-Loup (Mahigan Sipi en algonquin) qui fut concédée en 1672 à Charles Dugey Rozoy de Manereuil, officier du régiment de Carignan, par l'intendant Talon.
1714 : Création de la première paroisse, desservie par les Récollets sous le patronage de saint Antoine de Padoue.
1880 : Louiseville a été nommée en l'honneur de la princesse Louise, fille cadette de la reine Victoria, qui avait projeté de visiter l'endroit cette année-là.
Autrefois appelée la seigneurie de la Rivière-du-loup, Louiseville a été fondée en 1665 par Charles du Jay de Manereuil. Officier de la Compagnie de la Fouille du Régiment de Carignan-Salières, le nouveau seigneur avait la mission de défricher et de s’établir, lui et ses compagnons d’armes, sur la rivière du Loup. À son embouchure, la rivière devenait ainsi le berceau de Louiseville.
Avec la croissance démographique au XIXe siècle et le développement des échanges commerciaux, le passage du Chemin du Roy allait favoriser le développement d’un village entre la Petite et la Grande rivière du Loup. C’est ainsi que l’église paroissiale Saint-Antoine-de-Padoue passera du secteur du Bas-de-la-Rivière pour aboutir dans le village, là où elle se situe aujourd’hui. En 1880, le village prend officiellement le nom de Louiseville, du nom de la princesse Louise, épouse du gouverneur général de cette époque.
Au XXe siècle, Louiseville prit le tournant industriel et plusieurs entreprises vinrent s’établir en ses murs, dont l’Associated Textiles en 1929. Plus tard, de nouvelles institutions comme l’hôpital Comtois et la polyvalente virent le jour.
En 1967, le général de Gaulle, en visite officielle au Québec, effectue un arrêt dans cette ville le 24 juillet, dans l'après-midi, lors de son déplacement qu' il fait sur le Chemin du Roy , plus vieille route du Québec (créée vers 1660 et d'une longueur d'environ 260 kilomètres ) .Ce déplacement avait commencé le matin en partant vers 9 H 15 /9H 30 de la ville de Québec et il devait se rendre à Montréal au plus tard à 18 H 45, en devant être reçu alors par le maire de Montréal, M. Drapeau. Il s'arrête dans cette ville pour y prononcer un discours et prendre un bain de foule.
En 1988, Louiseville fusionnera avec la municipalité de Saint-Antoine-de-la-Rivière-du-Loup pour former un Grand Louiseville de plus de 8 000 habitants. L’histoire réunissait ainsi la ville et la campagne environnante en une entité tournée vers des horizons nouveaux.
Pour arriver à l’expansion actuelle, il a fallu le travail tenace et souvent obscur de plusieurs générations

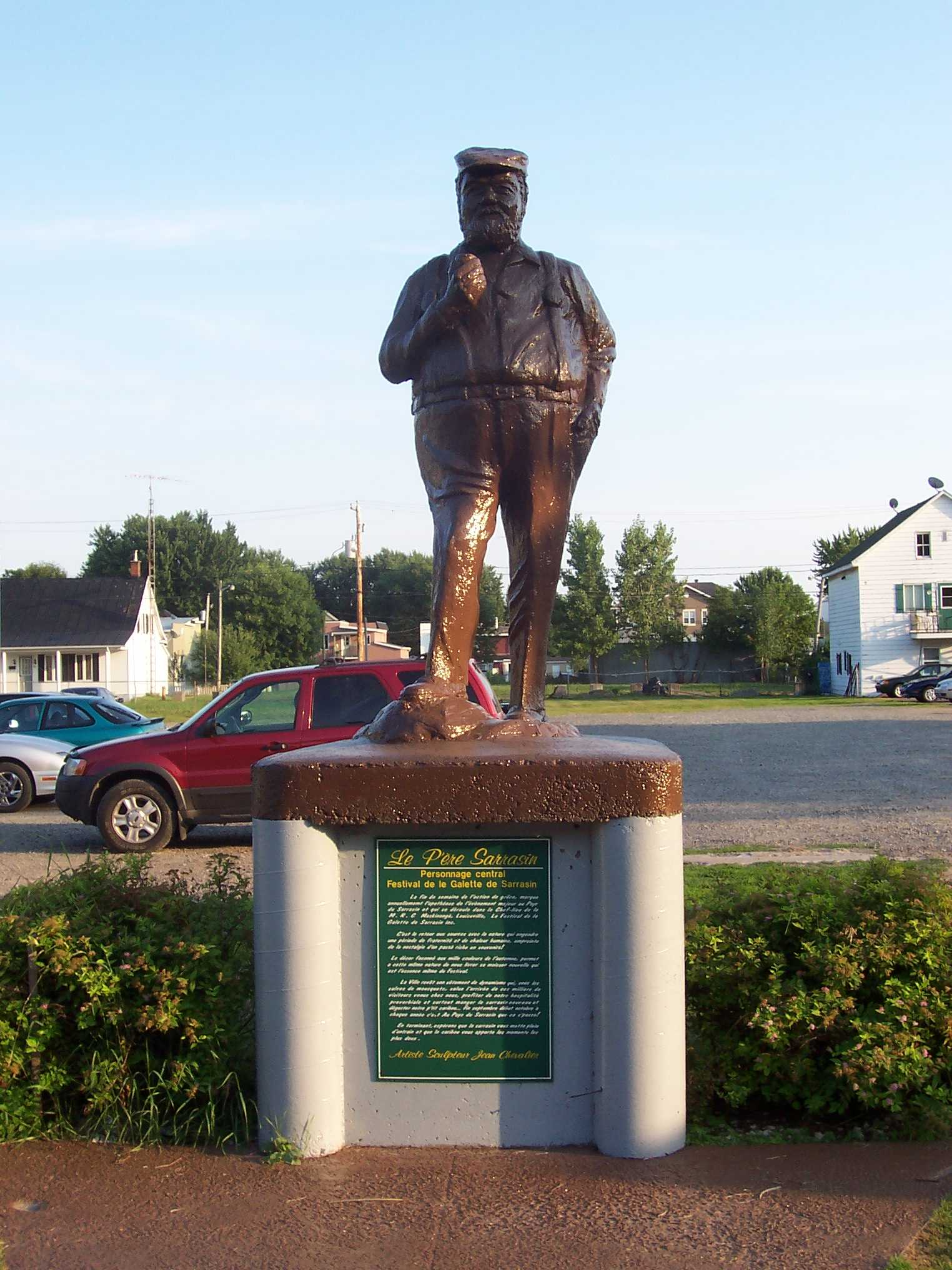
Le Père Sarrasin, personnage du Festival de la galette de sarrasin de Louiseville.
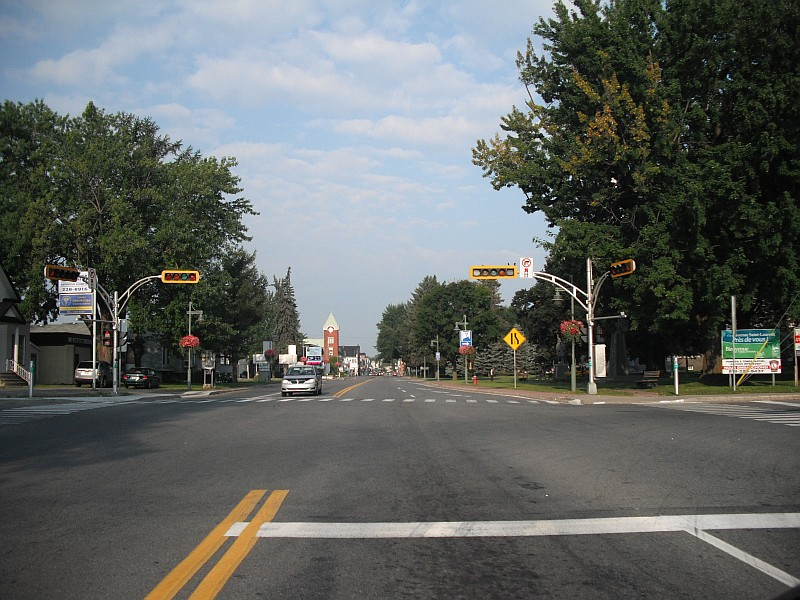
Avenue Saint-Laurent à l'intersection avec la rue Notre-Dame.

### Chronologie municipale
- 1er juillet 1855 : Création de la municipalité de paroisse de Saint-Antoine-de-la-Rivière-du-Loup lors du premier découpage municipal du Québec.
- 1878 : La municipalité de village de Rivière-du-Loup se détache de Saint-Antoine-de-la-Rivière-du-Loup.
- 1879 : Rivière-du-Loup change son nom pour municipalité de village de Louiseville.
- 31 janvier 1988 : Fusion entre Louiseville et Saint-Antoine-de-la-Rivière-du-Loup pour former la ville de Louiseville.
- 29 février 2024 : Confrontation médiatisée entre des habitants de Louiseville et une dinde. Cet animal terrorisait la population de la municipalité depuis quelques jours déjà, quand un citoyen finit par tuer la dinde à l'aide d'une fronde. Cet évènement a été repris de façon importante par les médias.

## Géographie
Située sur la rive nord du lac Saint-Pierre, elle est traversée par deux rivières : la petite et la grande rivière du Loup. 

## Démographie
| 1991  | 1996  | 2001  | 2006  | 2011  | 2016  | 2021  |
| ----- | ----- | ----- | ----- | ----- | ----- | ----- |
| 8 000 | 7 911 | 7 622 | 7 433 | 7 517 | 7 152 | 7 340 |

## Administration
Les élections municipales se font en bloc et suivant un découpage de six districts.
| Louiseville Maires depuis 2005                                                                                       |               |         |          |
| Élection | Maire         | Qualité | Résultat |
| 2005 | Guy Richard   |         | Voir     |
| 2009 | Guy Richard   | Voir    |          |
| 2013 | Yvon Deshaies |         | Voir     |
| 2017 | Yvon Deshaies | Voir    |          |
| 2021 | Yvon Deshaies | Voir    |          |
| Élection partielle en italique Depuis 2005, les élections sont simultanées dans toutes les municipalités québécoises |               |         |          |

## Personnalités liées à la ville

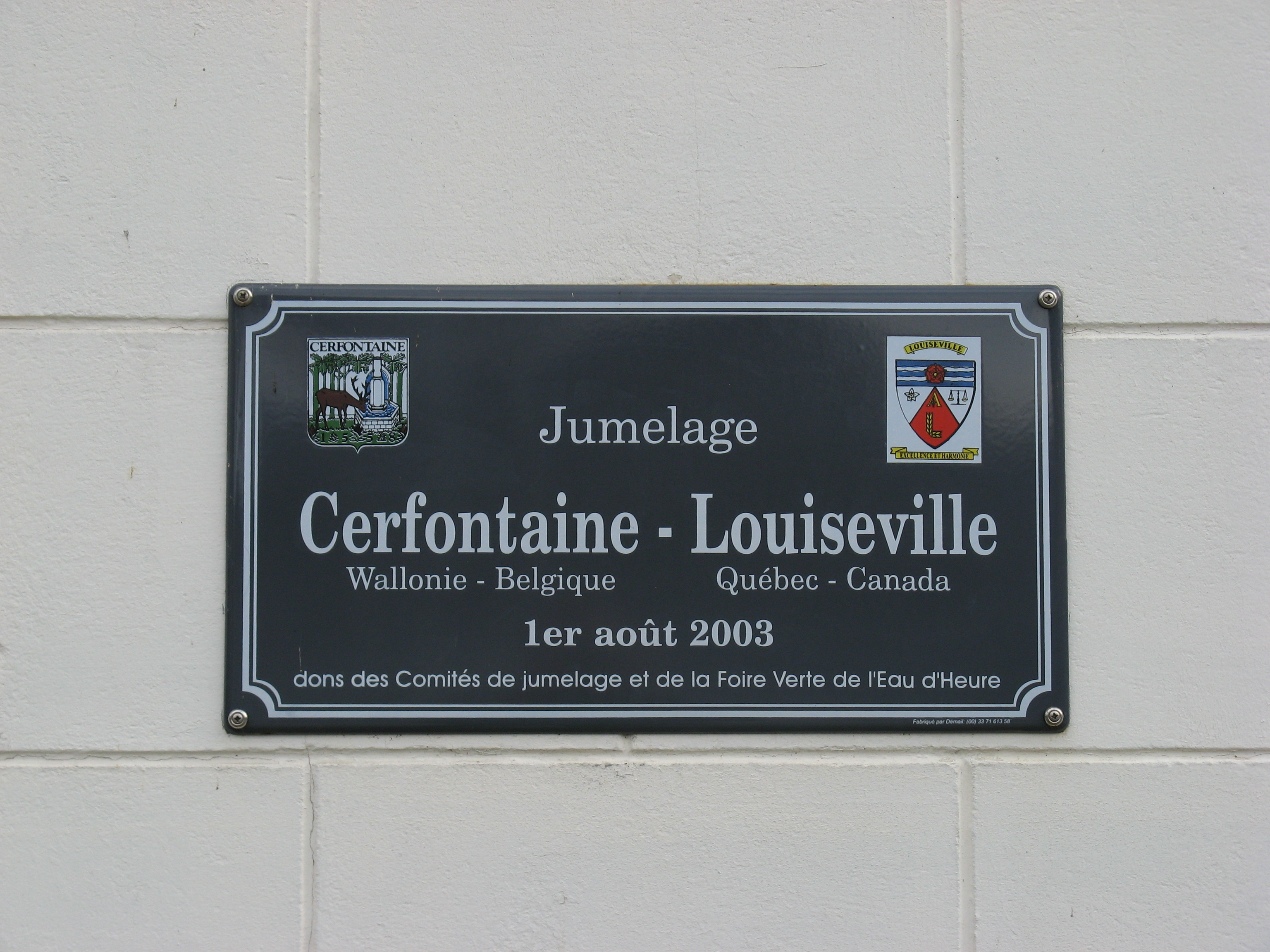
Plaque du jumelage entre Cerfontaine et Louiseville, à Cerfontaine en Belgique.

- Martin Cloutier (duo Dominic et Martin), humoriste
- La famille Ferron, parmi laquelle : le Dr Jacques Ferron, médecin-écrivain, Mme Marcelle Ferron, artiste-peintre et verrier, et Mme Madeleine Ferron-Cliche, auteure prolifique. D'ailleurs, la seule maison classée Monument historique sur ce territoire sous le nom: Maison J.L.L. Hamelin est la résidence familiale de cette famille.
- Patrice Lessard, écrivain
- Eugène Vadeboncœur, joueur de baseball
- Yvon Picotte, ancien député de Maskinongé

## Jumelages
- Cerfontaine (Belgique)
- Soissons (France)
- Grand-Rozoy (France)